# 宮城県道・岩手県道188号綱木黄海線
宮城県道・岩手県道188号綱木黄海線（みやぎけんどう・いわてけんどう188ごう つなぎきのみせん）は、宮城県登米市東和町綱木から岩手県一関市藤沢町黄海に至る一般県道である。

## 概要

### 路線データ
- 実延長：4,933.1 m
  - 宮城県側：98.9 m
  - 岩手県側：4,834.2 m
- 起点：登米市東和町米川字西綱木（国道456号交点）
- 終点：一関市藤沢町黄海字上場（県道21号交点）

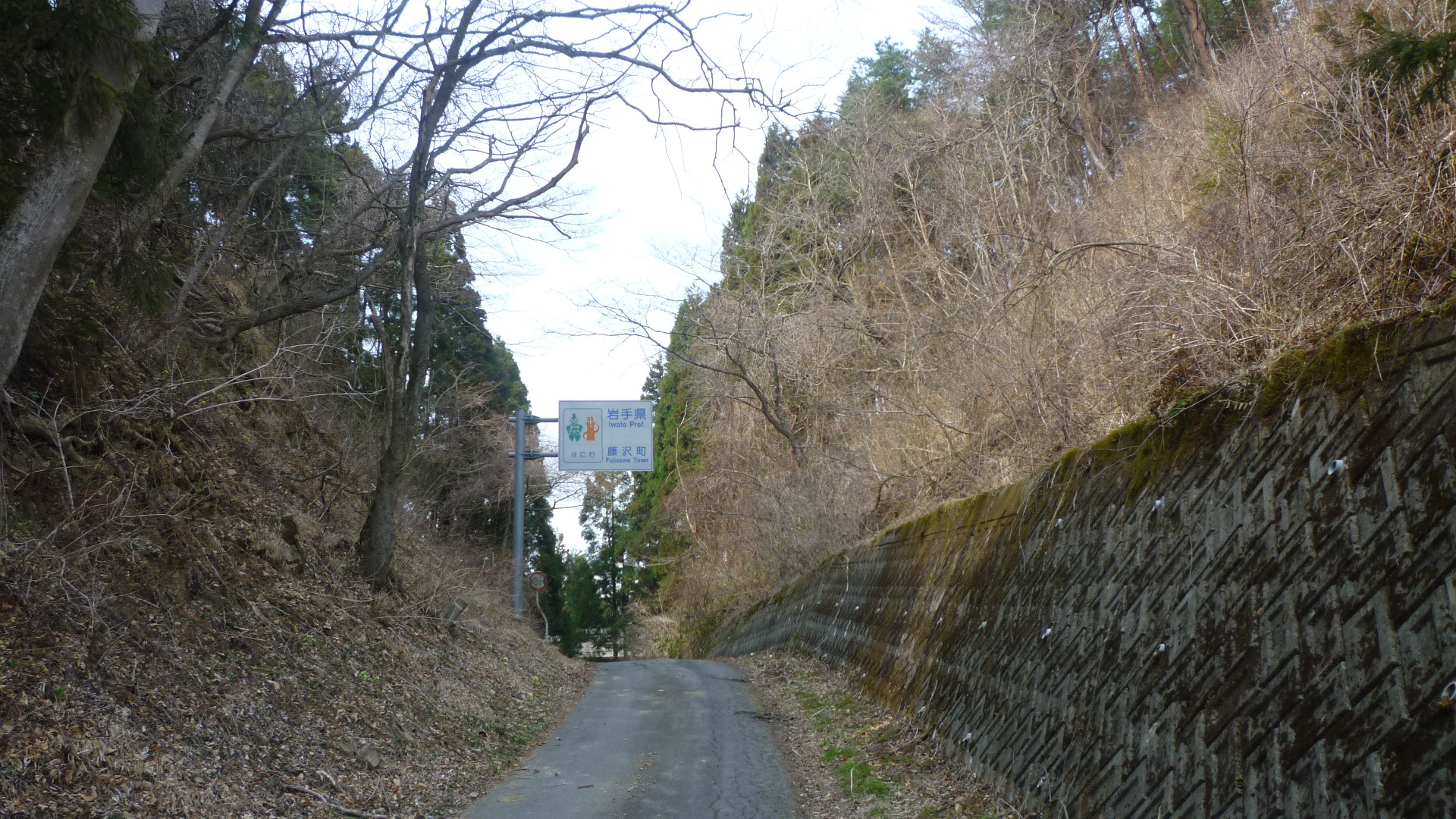
県境付近

## 歴史
- 1958年（昭和33年）3月31日 - 宮城県側の区間が県道に認定される[1]。
- 1959年（昭和34年）3月31日 - 岩手県側の区間が県道に認定される[2]。

## 地理

### 通過する自治体
- 宮城県
  - 登米市
- 岩手県
  - 一関市

### 交差する道路
- 国道456号（登米市東和町米川字西綱木）
- 岩手県道21号花泉藤沢線（一関市藤沢町黄海字上場）